# Ricardo Almendáriz

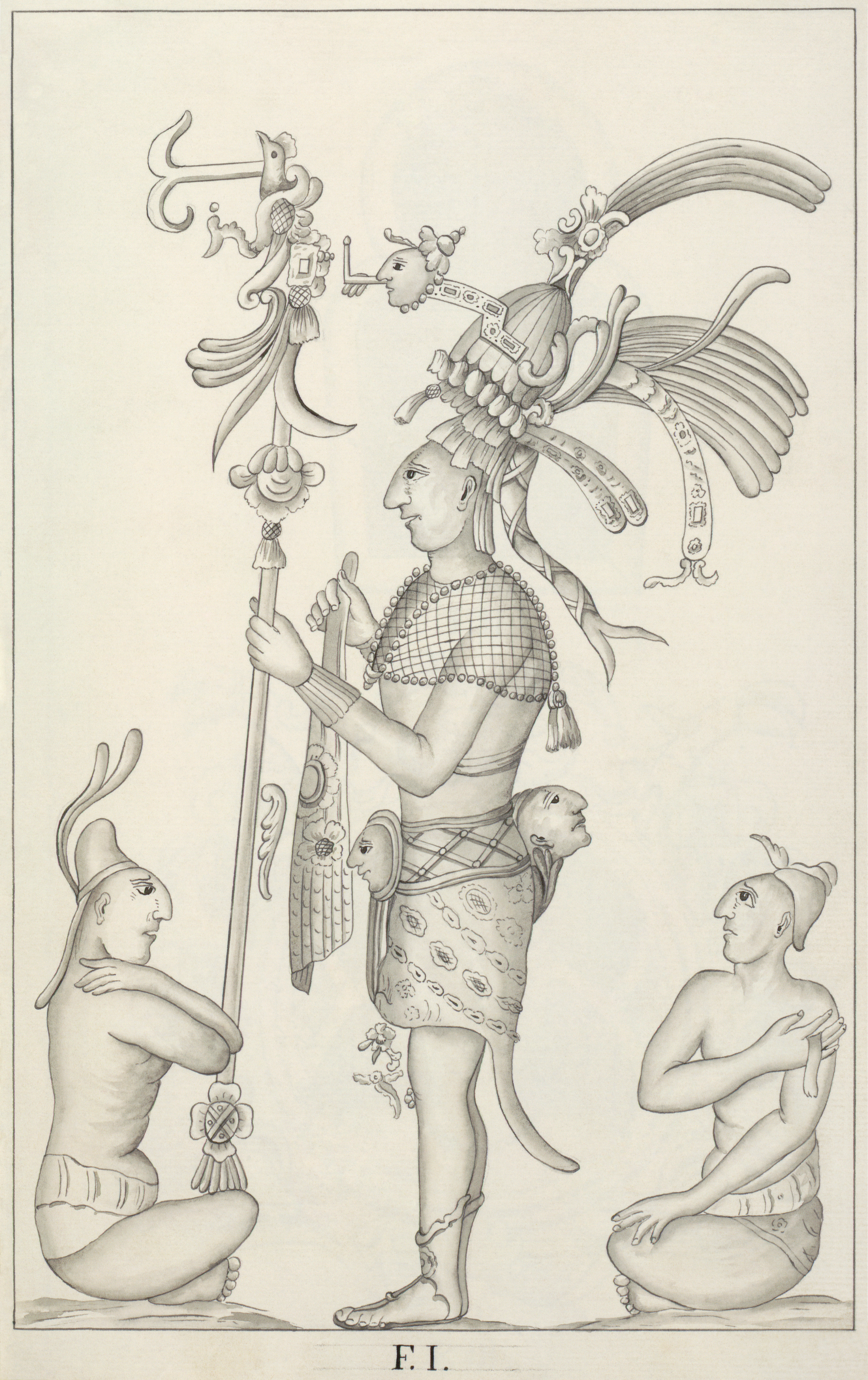
Dibujo realizado por Almendáriz en mayo de 1787, de un bajo relieve en estuco en Palenque (zona arqueológica). La pieza que data aproximadamente del año 670 d. C., es parte de la fachada del complejo central conocido como El Palacio.

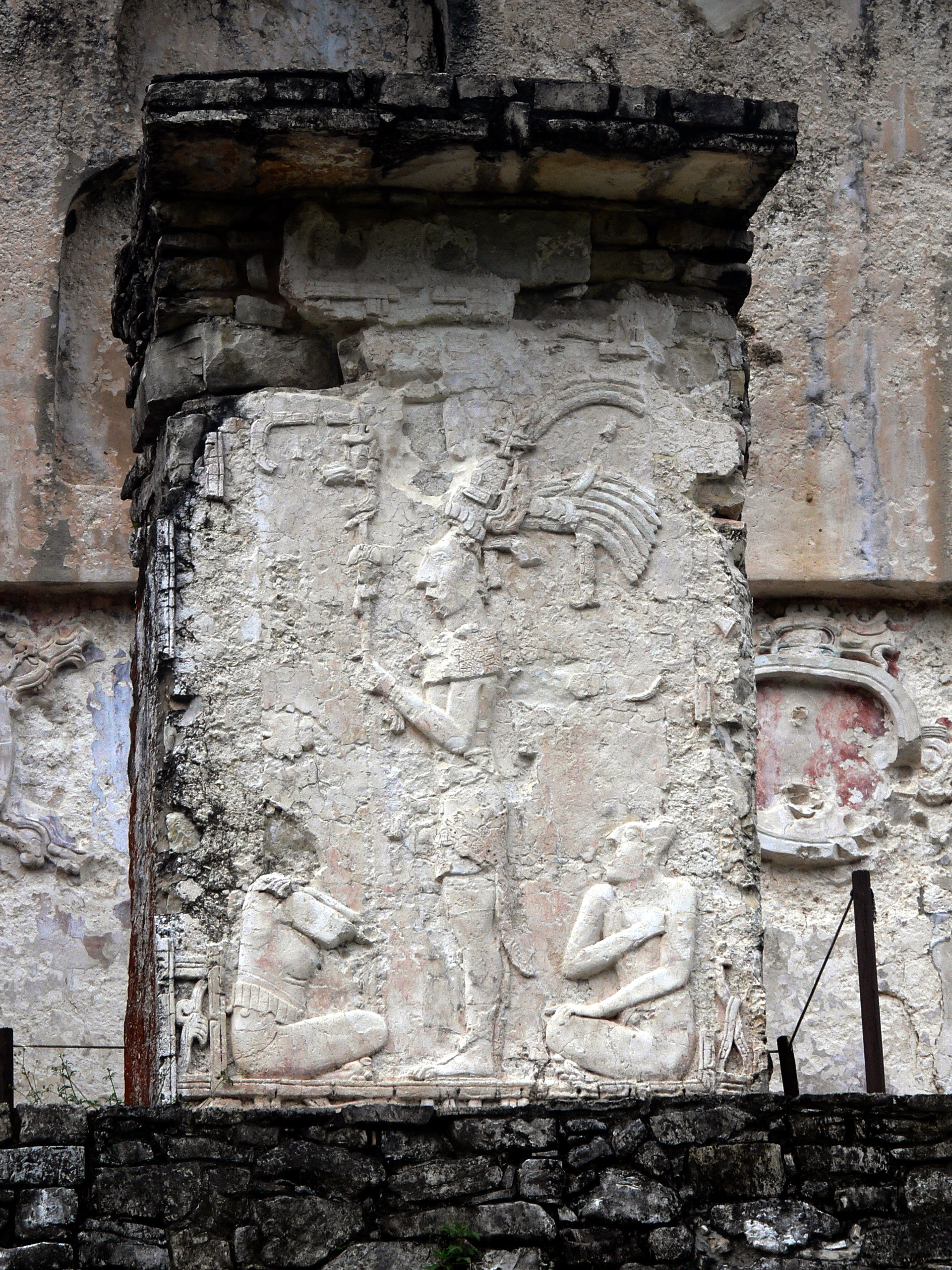
Fotografía tomada en 2008 del mismo detalle arquitectónico en Palenque en el que se aprecia la grave erosión de la piedra y del bajo relieve.

Ricardo Almendáriz (fl 1787) fue un dibujante y artista originario de Guatemala que acompañó a Antonio del Río en la primera exploración y excavación documentada del yacimiento arqueológico precolombino maya de Palenque en Chiapas, México. Esta excavación se llevó al cabo en mayo de 1787 por órdenes del rey Carlos III de España con el propósito de investigar las ruinas de la ciudad maya cuya existencia había sido insistentemente señalada por los habitantes indígenas de la cercana comunidad de Santo Domingo de Palenque. El equipo explorador desarrolló su tarea durante tres semanas después de invertir otras dos en la excavación de una parte del enorme yacimiento que entonces se encontraba virtualmente enterrado y cubierto íntegramente por la vegetación tropical.
Almendáriz realizó treinta dibujos de las esculturas en bajo relieve que se encuentran principalmente en el edificio conocido como El Palacio.  Los dibujos se hicieron para ilustrar el reporte escrito del Capitán del Río que se fechó el 24 de junio de 1787.  De acuerdo a lo que señala George Stuart, de la Fundación Kislak, este informe preparado por Antonio del Río representa  el primer documento arqueológico substancial que se conoce en toda la América. Los dibujos de Almendáriz son admirablemente precisos para la época y muestran detalles de Palenque que han sido destruidos por la erosión desde entonces, razón por la cual tienen un valor y utilidad científica de carácter excepcional.
La obra de Almendáriz fue copiada para fines archivisticos. El conjunto más completo de estos dibujos pertenece a la biblioteca del Palacio Real de Madrid.